# Линч, Дэвид
Дэ́вид Кит Линч (англ. David Keith Lynch; 20 января 1946, Мизула, Монтана — 16 января 2025, Тафт, Калифорния) — американский кинорежиссёр, сценарист, художник, актёр. Лауреат премии «Оскар» за выдающиеся заслуги в кинематографе (2019), а также «Золотой пальмовой ветви» Каннского кинофестиваля и почётного «Золотого льва» Венецианского кинофестиваля. Трижды номинировался на «Оскар» за лучшую режиссуру.
Характерные черты режиссёрского стиля Линча — сюрреализм, темы снов и иллюзорности реальности. Элементы сюжета в его фильмах с трудом поддаются объяснению и допускают различные трактовки. Этот необычный стиль прославил Линча и сделал его культовым режиссёром в кругах ценителей, несмотря на то что его фильмы редко становились хитами проката. В основном Линч работал в жанре триллера — в таких фильмах, как «Синий бархат», «Шоссе в никуда», «Внутренняя империя» и «Малхолланд Драйв», а также в сериале «Твин Пикс», который в 1990-е нарушил каноны телевизионной драматургии и повлиял на её дальнейшее развитие.

## Жизнь и карьера
Дэвид Кит Линч родился 20 января 1946 года в небольшом американском городе Мизула, штат Монтана. Рос в лесных краях на северо-западе США.

### Ранние годы
В 1965 году Линч посещал Пенсильванскую академию искусств в Филадельфии, где он с интересом занимался живописью, скульптурой и фотографией. Восхищение экспрессионизмом Кокошки на короткое время привело начинающего художника в Австрию, где жил его кумир. Среди своих любимых художников Линч называл также Ф. Бэкона и Э. Хоппера.
В 1966 году на курсах по экспериментальному искусству Линч увлёкся мультипликацией и реализовал свой первый короткометражный анимационный фильм «Шестеро заболевают» как заключительную работу. В 1967 году он приобрёл кинокамеру и снял свой первый короткометражный фильм «Алфавит», в котором совмещались мультипликация и кинокадры. Картина основана на кошмарном сновидении племянницы жены режиссёра Пэгги. Пэгги сыграла в фильме роль девочки.
В это же время Линч работал над сценарием фильма «Бабушка». С готовым сценарием и другими своими работами он участвовал в конкурсе на стипендию Американского института кино (American Film Institute) и к своему удивлению получил её. 35-минутный фильм «Бабушка» отличается довольно тонко продуманной линией повествования и проницательным содержанием.
- «Бульвар Сансет» (Уайлдер)
- «Окно во двор» (Хичкок)
- «Мой дядюшка» (Тати)
- «Лолита» (Кубрик)
- «Час волка» (Бергман)

В 1971 году Линч приступил к работе над своим полнометражным дебютом «Голова-ластик». Съёмки неоднократно прерывались из-за финансовых проблем, и работа над фильмом была завершена только через пять лет, в 1976 году. В этом фильме Линч впервые продемонстрировал талант создавать запутанные, сюрреалистические картины, впечатляющие своей мрачностью. Фильм представляет собой не столько повествование в привычном смысле слова, сколько путешествие внутри чьего-то сознания. Если вдуматься, герои и помещения в этом фильме представляют собой не настоящих героев и настоящие помещения, а некие метафоры и категории, которые могут перетекать друг в друга или разрушаться, как это свойственно образам и категориям человеческого сознания. Этот подход к пространству, героям и истории станет основополагающим для дальнейшего творчества Линча. Несмотря на то что к фильму на киностудии отнеслись весьма скептически, он через короткое время стал культовым. Сам Стэнли Кубрик высказал сожаление, что не он снял эту ленту.

### Фильмы 1980-х
В 1980 году по заказу Мела Брукса Линч поставил фильм «Человек-слон», впоследствии получивший 8 номинаций на премию «Оскар», в том числе и за режиссуру (больше всего номинаций на церемонии 1981 года наравне с фильмом «Бешеный бык», но ни одной награды). Фильм затрагивает тему человечности, представляя изуродованного главного героя гораздо более добрым, честным и человечным, чем окружающие его «нормальные» люди.
После этого Линч получил предложение снять третью часть эпопеи «Звёздных войн», однако отдал предпочтение роману «Дюна». Несмотря на неслыханный по тем временам бюджет в размере 40 млн долларов, экранизация этого фантастического эпоса в 1984 году — одноимённая картина «Дюна» — не имела успеха у зрителей. Выпущенная затем расширенная телеверсия вызвала возражения со стороны самого режиссёра, который поклялся больше не браться за фильм, если ему не будет обеспечен полный контроль над окончательной версией.
В 1986 году при финансовой поддержке легендарного продюсера Дино Де Лаурентиса вышел скандальный триллер «Синий бархат» о тайной преступной сети, которая держит под контролем жизнь в патриархальном американском городке. Фильм получил награды Национального общества кинокритиков в номинациях «Лучший фильм» и «Лучший режиссёр»; в разрезе кинокритики это вообще самый успешный фильм режиссёра. Начиная с «Синего бархата» Линч обрёл большое число поклонников в Европе и особенно во Франции; многие его последующие кинопроекты финансировал французский Canal+.
В 1990 году Линч снял гротескное роуд-муви «Дикие сердцем». Несмотря на смешанную реакцию критиков, каннское жюри во главе с Бернардо Бертолуччи присудило фильму «Золотую пальмовую ветвь».

### Фильмы 1990-х
В 1990 году стартовал первый телесериал Линча — «Твин Пикс». В основе его сюжета — расследование загадочного убийства школьницы Лоры Палмер, произошедшего в небольшом американском городке Твин Пикс. Сериал пользовался поначалу большим успехом, но уже через год съёмки были свёрнуты из-за низких рейтингов. Тем не менее сериал стал знаковым культурным явлением начала 1990-х. Ежегодно под Сиэтлом проходит слёт поклонников «Твин Пикса».
В 1992 году вышел психоделический приквел к «Твин Пиксу» — «Твин Пикс: Сквозь огонь». Премьера в Каннах оказалась провальной, пресса полнилась разгромными рецензиями. Сам режиссёр объяснял такую реакцию тем, что в фильме ожидали увидеть продолжение «Твин Пикса», а получили нечто совсем иное. Возражения критиков против фильма во многом сводились к тому, что он состоит из двух малосвязанных друг с другом частей. Спустя годы фильм «Твин Пикс: Сквозь огонь» уже не воспринимается как безоговорочный провал; среди критических отзывов преобладают положительные.
Линч продолжил экспериментировать с фрагментацией повествования в фильме «Шоссе в никуда» (1997). Он состоит из двух примерно равных по продолжительности частей с различными сюжетом и героями — это две версии одной жизни. Новый фильм вновь разделил кинокритиков — одни (как, например, Роджер Эберт) считали его надиром карьеры Линча, другие (в частности, Славой Жижек и Джонатан Розенбаум) приняли его восторженно. В фильме прозвучали песни Лу Рида, Дэвида Боуи, Rammstein, Мэрилина Мэнсона; звуковой дорожкой занимался Трент Резнор (Nine Inch Nails). Композитор Ольга Нойвирт и нобелевская лауреатка по литературе Эльфрида Елинек написали на его сюжет оперу.
Линч реабилитировался в глазах мейнстримных кинокритиков, сняв в 1999 году основанный на реальных событиях роуд-муви «Простая история», который своей нарочитой незамысловатостью вызвал недоумение у поклонников более экспериментальных проектов режиссёра. В 2002 году он возглавил жюри Каннского кинофестиваля; главный приз был присуждён также довольно традиционному по режиссёрской манере «Пианисту» Романа Поланского.

### Фильмы 2000-х
В начале 2000-х Линч работал над новым телесериалом, который был снят с производства после неудачных тестовых показов. Перемонтированные и доснятые эпизоды образовали картину «Малхолланд Драйв» (2001), которая после неоднозначной реакции первых зрителей в Каннах стала культовой и по итогам 2000-х годов была названа журналом Cahiers du cinéma главным фильмом десятилетия. «Малхолланд Драйв» продолжает магистральную линию творчества Линча и его поисков в области нарративного искусства (объективизация субъективных переживаний, расщепление сюжетной структуры в традиции «Кабинета доктора Калигари»).
В сентябре 2006 года в рамках Венецианского кинофестиваля состоялась премьера 3-часового фильма Линча «Внутренняя империя», снятого на ручную цифровую камеру достаточно примитивной модели. Съёмки велись без готового сценария, главным образом в Польше, где Линч часто бывал на кинофестивале в Лодзи. После премьеры режиссёру была вручена награда «Золотой лев» за вклад в развитие мирового кинематографа. В своём последнем фильме режиссёр окончательно порвал с традиционной повествовательностью и продолжил конструирование своих собственных символик и мифологий, условно связанных внутренней жизнью главной героини. В 2007 году группа критиков британской газеты The Guardian заявила, что «после всех обсуждений никто не может усомниться в том, что Дэвид Линч является самым важным кинематографистом нынешней эпохи», а портал AllMovie провозгласил Линча «человеком Возрождения в современном американском кинематографе». Успех фильмов Линча принёс ему титул Первого популярного сюрреалиста, которым его наградила кинокритик Полин Кейл.
В 1990-х и 2000-х годах Линч снял несколько видеороликов рекламного и музыкального характера. Например, в 2010 году Christian Dior представил 12-минутный рекламный ролик от Линча, а годом ранее в Интернете появился анимационный видеоклип Линча на электронную композицию Моби «Shot in the Back of the Head». Некоторые экспериментальные материалы режиссёра (любительская анимация, серия короткометражек «Кролики», большой проект интервьюирования простых американцев из глубинки) доступны только на его сайте. Там же можно послушать, как Линч зачитывает прогноз погоды на день.

### Уход из кино
5 мая 2017 года Дэвид Линч объявил об уходе из кино. В разговоре с австралийским изданием Sydney Morning Herald он посетовал на то, что киноиндустрия сильно изменилась в последние годы, и, по его мнению, не в лучшую сторону:
«Всё сильно изменилось. Очень многие фильмы не показывают хороших сборов, даже несмотря на то что они отличные. А те, что собирают отлично, — это не то, что я стал бы снимать»
На вопрос о том, станет ли «Внутренняя империя» его последним полнометражным фильмом, режиссёр, поколебавшись, ответил: «Да».
После Каннского фестиваля (17-28 мая 2017 года) Дэвид Линч решил остаться в кино. На это его подвигли бурные аплодисменты третьему сезону сериала «Твин Пикс» под его режиссурой.
В начале июля 2018 года один из сотрудников Netflix поделился фотографиями, на которых Дэвид Линч находится в офисе компании. После этого некоторые СМИ предположили, что стриминговый сервис выпустит новый проект режиссёра.
В июне 2019 года Совет управляющих Американской академии киноискусств решил вручить Линчу почётную премию «Оскар» за выдающийся вклад в кинематограф (Academy Honorary Award). Награда была вручена 27 октября 2019 года.

В интервью The Hollywood Reporter Линч неоднозначно высказался по поводу слухов о телешоу для Netflix:
«Даже если бы эти слухи были правдивы — в связи с этим сейчас ничего не происходит»

## Режиссёрский стиль
К анализу фильмов Линча часто обращаются последователи Фрейда и Лакана, видящие в них демонстрацию навязчивого повторения: неизбежного возвращения психотравмы, вызванной «первосценой». Джонатан Розенбаум констатирует, что герои фильмов Линча зачастую отказываются принимать болезненную правду о себе, однако вытесненное ими из сознания неизменно возвращается в их жизнь в ещё более причудливых и пугающих формах. Для стиля режиссёра характерна наполненность фильмов яркими деталями сюрреалистического, психоделического либо мистического свойства. По догадке известного исследователя киноавангарда Дж. Хобермана, эта линия восходит к экспериментаторским короткометражкам Майи Дерен («Полуденные сети»). Сам Линч всячески избегал давать трактовки своих фильмов, повторяя, что кино — это особый опыт, который надо самому пережить, желательно на большом экране, но который нельзя пересказать словами.
Несмотря на удалённость Линча от голливудского мейнстрима, он трижды номинировался на премию «Оскар» за лучшую режиссуру в 1981, 1987 и 2002 году.
В 2018 году производное прилагательное от фамилии режиссёра Lynchian было включено в Оксфордский словарь английского языка.

## Музыка, живопись, фотография
Дэвид Линч жил в Калифорнии в доме современной архитектуры, спроектированном сыном Ф. Л. Райта. Важным мотивом в фильмах Дэвида Линча являются живописные произведения. В свободное время занимался живописью и фотографией. Среди любимых фотографов — Диана Арбус, Джоэл-Питер Уиткин и Уильям Эглстон. Одна из фотографий Линча была выбрана в 2008 году в качестве афиши 61-го Каннского кинофестиваля. Он является автором фотосерии «Фетиш-шоу», где модели запечатлены в обуви дизайнера Кристиана Лубутена. «Фетиш-шоу» выставлялось, в частности, в московском центре современной культуры «Гараж» (2009).
Большая роль в фильмах Линча отведена музыке. До 2000-х годов Линч тесно сотрудничал с кинокомпозитором Анджело Бадаламенти, который, по словам режиссёра, открыл ему подлинный потенциал музыки. В 1989 году Линч и Бадаламенти спродюсировали дебютный альбом певицы Джули Круз. В нулевые годы режиссёр увлёкся электронной музыкой; его первый музыкальный альбом BlueBob увидел свет в 2001 году. В ноябре 2010 года вышел его первый сингл — танцевальная мелодия «Good Day Today» с искажённым компьютерной технологией вокалом. 7 ноября 2011 года вышел первый сольный альбом Линча под названием Crazy Clown Time. 15 июля 2013 года вышел его второй альбом The Big Dream.

## Фильмы Дэвида Линча: живописная программа
Полагают, что некоторые кадры, ракурсы и мизансцены фильмов Дэвида Линча прямо или косвенно заимствованы из живописных произведений, и что живописный элемент является частью содержания его работ. Кадры из фильмов режиссёра находят прямые параллели в работах таких художников, как Фрэнсис Бэкон, Диего Веласкес, Клод Моне, Макс Эрнст, Марсель Дюшан, Рене Магритт, Эдвард Хоппер. Живописная система остаётся принципиальным элементом фильмов Дэвида Линча, определяя их содержание и специфику его кинематографического языка. «Живописное мышление» можно считать одной из существенных особенностей кинематографических работ Дэвида Линча. «Близость фильмов Линча барочной картине — интересное обстоятельство. (…) Фильмам Линча свойственен барочный дух, который затрагивает не только строение кадра, но и характер линчевских фильмов в целом». Здесь же авторы исследования отмечают: «Барочная система фильмов Линча может быть поддержана и продемонстрирована по двум основным направлениям. Первое — буквальное сходство или цитирование известных барочных произведений… Второе — использование барочных изобразительных принципов: чрезмерность, избыточность, несоответствие усилия и достигнутого результата».

## Трансцендентальная медитация
С конца 1970-х Дэвид Линч дважды в день занимался трансцендентальной медитацией по системе Махариши Махеш Йоги. В 2000-е годы режиссёр, прежде известный своей стеснительностью во время интервью, стал известен «как странствующий по миру оратор и проповедник медитации».
В июне 2002 года Линч заплатил $1 млн за стажировку у Махариши Махеш Йоги во Флодропе. Вернувшись в Калифорнию «другим человеком», он принялся агитировать за преобразование мира на основе учения Махариши о «едином поле». За прошедшее с тех пор время он снял всего лишь один полнометражный фильм, но зато проехал не менее 30 стран, выступая перед студентами с лекциями о трансцендентальной медитации.
В 2006 году Линч выпустил аудиокнигу о технике погружения в глубину сознания, где, в частности, рассказал, как медитация помогает ему в работе над фильмами. В феврале 2009 года книга Линча вышла на русском языке под названием «Поймать большую рыбу» в издательстве «Эксмо». К этому событию был приурочен визит Дэвида Линча в Москву (в апреле 2009 года). В Москве Линч также встретился со студентами ВГИКа.
Фонд Дэвида Линча ставит перед собой задачу собрать $7 млрд на распространение идей Махариши. В поддержку его деятельности высказывались голливудские звезды, например, режиссёры Клинт Иствуд и Мартин Скорсезе. В 2009 г. фонд организовал первое за семь лет совместное выступление оставшихся в живых участников The Beatles.

## Семейная жизнь
Первый раз Дэвид Линч женился в 1967 году в Чикаго на Пегги Ленц. В 1968 году у них родилась дочь Дженнифер Чемберс Линч, ставшая кинорежиссёром. В 1974 году они развелись.
В 1977 году Линч женился на Мэри Фиск, сестре своего давнего друга Джека Фиска. В 1982 году у пары родился сын Остин Джек Линч.
После разрыва с Мэри в 1987 году Линч стал встречаться с Изабеллой Росселлини — звездой его фильма «Синий бархат». После расставания с Изабеллой в 1991 году он состоял в гражданском браке со своим монтажёром Мэри Суини, и в 1992 году у них родился сын Райли. Пара оформила свои отношения в мае 2006 года, но уже через два месяца заявила о разводе.
В феврале 2009 года Линч женился на актрисе Эмили Стоуфл, бывшей моложе его более чем на 30 лет. Они встретились на съёмочной площадке фильма «Внутренняя империя». В 2012 году у режиссёра родилась вторая дочь, названная Лула Богиния (Lula Boginia) в честь главной героини его фильма «Дикие сердцем». В 2023 году Стоуфл подала на развод. 20 декабря 2024 года было заключено мировое соглашение, но на момент смерти Линча суд не принял окончательного решения о разводе.

## Общественная позиция
25 февраля 2022 кинорежиссёр выступил с поддержкой украинского народа, осудив вторжение России на Украину. На своём YouTube-канале во время ежедневного прогноза погоды Линч призвал президента России остановить агрессию и прекратить сеять смерть и разрушение на Украине.

## Болезнь и смерть
В августе 2024 года Дэвид Линч рассказал в интервью, что в 2020 году у него диагностировали эмфизему лёгких после того, как он всю жизнь курил, и он стал прикованным к дому из-за рисков для здоровья, которые, по его мнению, скорее всего, помешают ему заняться какими-либо новыми проектами. Три месяца спустя, он рассказал журналу People, что бросил курить в 2022 году, хотя начал это делать в возрасте восьми лет. По его словам, для большинства повседневных дел, ему требовался дополнительный кислород, и он «едва мог пересечь комнату».
Линч также сообщил, что больше не может покидать свой дом, а это значит, что он сможет руководить съёмками, только удалённо. Он сказал, что проект для Netflix с рабочими названиями «Wisteria» и «Unrecorded Night» провалился, но он хотел бы увидеть реализацию своих нереализованных проектов «Antelope Don’t Run No More» и «Snootworld». В том месяце Линч заявил, что он работает над текущими проектами так много, как может, и что он находится в хорошем состоянии здоровья, если не считать эмфиземы, и не планирует уходить на пенсию.
В январе 2025 года Линч был эвакуирован из своего дома в Лос-Анджелесе из-за лесных пожаров в Южной Калифорнии. Эти события предшествовали окончательному ухудшению его здоровья, и он умер от осложнений эмфиземы в доме своей дочери 16 января в возрасте 78 лет. Его семья опубликовала сообщение следующего содержания: «Теперь, когда его больше нет с нами, в мире образовалась огромная дыра. Но, как он сказал бы: «Смотрите на пончик, а не на дыру».

### Дань уважения
Актёры, часто сотрудничавшие с Дэвидом Линчем — Лора Дерн, Николас Кейдж, Кайл Маклахлен и Наоми Уоттс, отдали ему дань уважения. Маклахлен почтил память Линча, написав в газете The New York Times, журнале GQ и в своём личном аккаунте в Instagram: «Мой мир стал намного полнее, потому что я знал его, и намного пустее теперь, когда его больше нет». Западная Гильдия сценаристов США объявила, что Маклахлен посмертно вручит Линчу премию Laurel за достижения в области работы сценариста.
Стивен Спилберг писал о том, как снял Линча в роли Джона Форда, в своём фильме «Фабельманы»: «Вот один из моих героев — Дэвид Линч, играет одного из моих героев. Это было сюрреалистично, и казалось сценой из одного из фильмов самого Дэвида. Миру будет не хватать такого оригинального и уникального голоса. Его фильмы уже выдержали испытание временем, и так будет всегда». Мартин Скорсезе написал заявление, в котором говорилось: «Он создавал формы, которые, казалось, были на грани распада, но каким-то образом этого не произошло. Он выводил на экран образы, непохожие ни на что, что я или кто-либо другой когда-либо видел, — он делал всё странным, сверхъестественным, откровенным и новым. И он был абсолютно бескомпромиссным, от начала до конца. Это грустный, грустный день для создателей кино, любителей кино и для искусства кино». Дань уважения Линчу, также отдали актёры Мэдхен Амик, Патрисия Аркетт, Лара Флинн Бойл, Маим Бялик, Ли Грант, Кэт Деннингс, Хью Джекман, Пэттон Освальт, Изабелла Росселлини, Эми Седарис, Бен Стиллер и Лаура Хэрринг, режиссёры Джадд Апатоу, Джеймс Ганн, Джон Карпентер, Фрэнсис Форд Коппола, Эдгар Райт, Джо Руссо, Стивен Содерберг и Рон Ховард, музыканты Flying Lotus, Questlove, Стинг, Криста Белл, Билли Корган и Кэролайн Полачек, Тилль Линдеманн, сосоздатель «Твин Пикса» Марк Фрост, генеральный директор Disney Боб Айгер и кинокритик Питер Брэдшоу.

## Фильмография

### Полнометражные фильмы
| Год  |   | Русское название        | Оригинальное название         | Роль                                      |
| ---- | - | ----------------------- | ----------------------------- | ----------------------------------------- |
| 1977 | ф | Голова-ластик           | Eraserhead                    | Режиссёр, сценарист, продюсер, монтажёр   |
| 1980 | ф | Человек-слон            | The Elephant Man              | Режиссёр, сценарист, продюсер, монтажёр   |
| 1984 | ф | Дюна                    | Dune                          | Режиссёр, актёр                           |
| 1986 | ф | Синий бархат            | Blue Velvet                   | Режиссёр, сценарист                       |
| 1990 | ф | Дикие сердцем           | Wild at Heart                 | Режиссёр, сценарист                       |
| 1992 | ф | Твин Пикс: Сквозь огонь | Twin Peaks: Fire Walk With Me | Режиссёр, сценарист, актёр                |
| 1997 | ф | Шоссе в никуда          | Lost Highway                  | Режиссёр, сценарист                       |
| 1999 | ф | Простая история         | The Straight Story            | Режиссёр                                  |
| 2001 | ф | Малхолланд Драйв        | Mulholland Drive              | Режиссёр, сценарист                       |
| 2006 | ф | Внутренняя империя      | Inland Empire                 | Режиссёр, продюсер, сценарист, композитор |

### Короткометражные фильмы
- 1967 — Абсурдная встреча со страхом / Absurd Encounter with Fear
- 1968 — Алфавит / The Alphabet
- 1970 — Бабушка / The Grandmother
- 1974 — Женщина с ампутированной ногой / The Amputee
- 1988 — Ковбой и француз / The Cowboy and the Frenchman
- 1990 — Промышленная симфония номер 1. Сон разбитых сердец / Industrial Symphony No. 1: The Dream of the Broken Hearted
- 1995 — Предчувствие действий зла / Lumière: Premonitions Following an Evil Deed
- 2002 — Тёмная комната / Darkened Room
- 2002 — Кролики / Rabbits (мини-сериал)
- 2007 — Лодка / Boat
- 2007 — Абсурд / Absurda (эпизод киноальманаха «У каждого своё кино» / Chacun son cinéma)[116]
- 2010 — Lady Blue Shanghai (12-минутный рекламный ролик для Диора)
- 2011 — Viennale-Trailer 2011: The 3 Rs (by David Lynch) на YouTube (минутный ролик для Венского кинофестиваля)
- 2013 — Idem Paris (8-минутный ролик, иллюстрирующий создание литографий в старинной парижской студии)
- 2017 — Что сделал Джек? / What Did Jack Do?
- 2018 — Муравьиная голова / Ant Head

### Телевизионные сериалы
- 1990—1991, 2017 — Твин Пикс / Twin Peaks
- 1992 — В прямом эфире / On the Air
- 1993 — Номер в гостинице / Hotel Room

### Веб-сериалы
- 2020 — Театр Дэвида Линча / DAVID LYNCH THEATER

### Анимация
- 1966 — Шестеро заболевают / Six Figures Getting Sick
- 2002 — Страна тупых / Dumbland (мини-сериал)
- 2015 (опубликован в 2020) — Пожар / FIRE[117]

### Музыкальные видеоклипы
- 1990 — Wicked Game (первая версия), Крис Айзек
- 2003 — Thank You Judge, BlueBob (дуэт Линча и Дж. Неффа)
- 2009 — Shot in the Back of the Head, Моби
- 2011 — I Touch a Red Button Man, Interpol[118]
- 2012 — Crazy Clown Time
- 2013 — Came Back Haunted, Nine Inch Nails[119]

## Дискография

### Альбомы
- BlueBob (с Джоном Неффом, 2001)
- Ghost of Love EP (2007)
- The Air is on Fire: Soundscape (2007)
- Polish Night Music (с Мареком Жебровски, 2008)
- Danger Mouse и Sparklehorse: Dark Night of the Soul (2010; Линч принял участие в создании двух песен.)
- This Train (с Кристой Белл, 2011)
- Crazy Clown Time (2011)
- The Big Dream (15 июля 2013)[120]
- Somewhere in the Nowhere EP (с Кристой Белл, 2016)
- Thought Gang (с Анджело Бадаламенти, 2018)[121][122]
- Cellophane Memories (с Кристой Белл, 2024)

### Синглы
- Good Day Today / I Know (2010)

### Ремиксы
- Zola Jesus — In Your Nature (David Lynch remix) (2012)
- Ultraísta — Strange Formula (David Lynch remix) (2012)
- Moby — The poison tree (David Lynch remix)
- John Foxx и Jori Hulkkonen — Evangeline (David Lynch remix) (2013)
- Agnes Obel — Fuel To Fire (David Lynch Remix) (2014)